# Colletes nudus
Colletes nudus é uma espécie  de abelha do gênero Colletes.  